# Дракункульоз
Дракункульо́з (англ. dracunculiasis; guinea-worm disease, лат. dracunculosis; також хвороба, яку спричинює ришта або рішта або просто хвороба ришти) — гельмінтоз, який спричинює Dracunculus medinensis (ришта). Людина інвазується після вживання води, яка містить водяних бліх, уражених личинками ришт. На початковій стадії хвороба себе не виявляє.Через рік у інфікованої людини виникає болісне пекуче відчуття, коли самиця гельмінта формує пухир на шкірі, зазвичай на нижній кінцівці. Через декілька тижнів гельмінт виходить зі шкіри. Після цього під час ходіння або фізичної праці у хворого може виникати біль. Смерть при дракункульозі казуїстична.

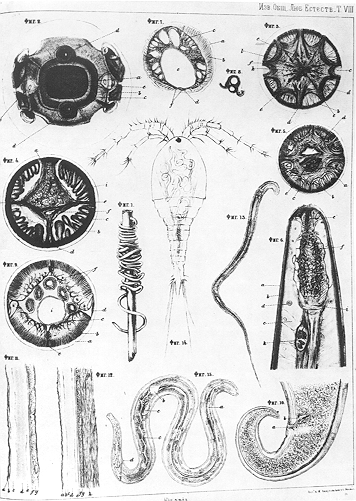
Морфологія збудника дракункульозу — ришти.

## Історичні відомості
Ришта відома з прадавніх часів. Про неї є згадка в єгипетському медичному трактаті — папірусі Еберса, який датують 1550 р. до н. е. Мертві самиці гельмінту були знайдені у єгипетських мумій 1000 року до н. е. Дракункульоз — одне з небагатьох захворювань, яке однозначно описано в Біблії, і більшість паразитологів вважають, що «вогняні змії», які уразили ізраїльтян в районі Червоного моря після виходу з Єгипту десь приблизно в 1250 роках до н. е., були насправді цими гельмінтами.
Назва «дракункульоз» (dracunculosis) означає в перекладі з латинської «ураження маленькими драконами» (dracuncula), а англійська назва ришти — «гвінейський черв'як», виникла після того, як європейці побачили цю хворобу на гвінейському березі Західної Африки у XVII столітті. В інших тваринах збудником хвороби є схожі на людських ришт черв'яки. Ймовірно, що інфікувати людей вони не здатні, хоча наразі це викликає сумнів.

## Актуальність
Дракункульоз належить до забутих тропічних хвороб. 1986 року ВООЗ прийняла програму з ліквідації дракункульозу в світі. У 2013 році було повідомлено про 148 випадків захворювання на дракункульоз у світі. Для порівняння: у 1986 році було зареєстровано 3,5 млн випадків. Хвороба на той час зустрічалася лише в чотирьох країнах Африки, хоча у 1980-х роках її реєстрували в 20-ти країнах. Можливо, дракункульоз стане першою паразитарною хворобою, яку буде повністю знищено. У 2017 році зареєстровано хворобу лише в 2-х країнах Африки: 15 випадків у людей в Ефіопії (в регіоні Ороміа) і у тварин — 11 собак і в 4 бабуїнів; в Чаді також 15 випадків у людей і 830 у тварин (817 у собак і 13 у котів). Кенія сертифікована як країна, яка звільнилась від циркуляції ришти, як і Малі; у Південному Судані йде відлік часу, відколи не зафіксовано циркуляції ришти, і Малі пройшла сертифікацію. Якщо у 1980-ті роки ХХ століття у 21 країні світу було зареєстровано 3,5 млн випадків захворювання, то у 2018 році зареєстровано хворобу лише в 3-х країнах Африки: Анголі, Чаді та Південному Судані, загалом всього 28 випадків. У травні 2020 році виявлено 173 підозрілих випадків в Ефіопії, уражені вживали воду з джерел, які у 2019 році підозрювались як об'єкт передачі гельмінтів до бабуїнів.

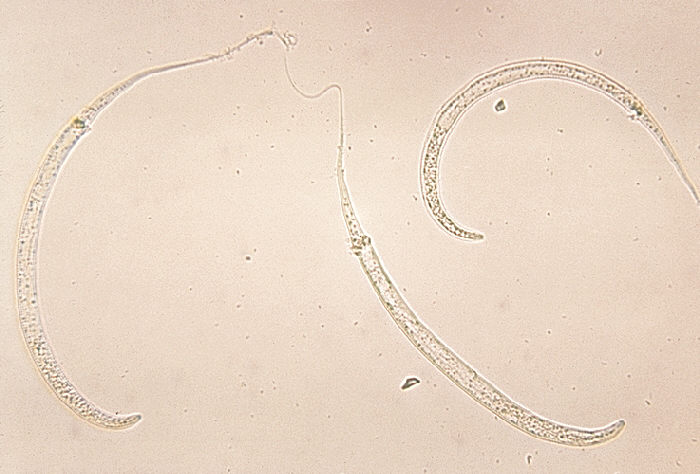
Личинки Dracunculus medinensis.

 У 2020 році зафіксовано 27 випадків у різних країнах.
Виявлено, що фермери з Нігерії з нелікованим дракункульозом втрачають працездатність на термін до 3-х місяців. Заражені школярі можуть пропустити до 25 % навчального року.

## Етіологія

Життєвий цикл Dracunculus medinensis — ришти.

Збудник є гельмінтом (нематодою) ниткоподібної форми. Входить до порядку Spirurida, що включає також філярії Wuchereria bancrofti, Brugia malayi та Loa loa — збудників філяріїдозів. Самки Dracunculus medinensis завдовжки 30–120 см, при цьому завтовшки лише 1-2 мм, самці — 12–30 см. Колір гельмінтів білий. Дорослі особини паразитують в організмі людини, рідше — тварин (мавп, собак, котів). Самки ришти народжують личинок, яких ковтають прісноводні рачки-циклопи, що є проміжними хазяями інвазії. Вони стають заразними через 2 тижні (2 ліньки) всередині циклопів. За межами тіла людини личинки можуть жити до 3-х днів. Протягом цього часу для їхнього виживання необхідно, аби їх з'їли водяні блохи. Всередині водяної блохи личинка може жити до чотирьох місяців,

## Епідеміологічні особливості
Зараження людини відбувається внаслідок вживання води, яка містить інфікованих циклопів. Таким чином, для підтримання існування в певній місцевості хвороба має уражати людей щорічно. 

## Патогенез
У травному тракті кінцевого хазяїна зрілі личинки вивільняються в шлунок або тонкий кишечник і проникають через слизову, щоб спаровуватися і дозрівати в животі або заочеревинному просторі. Тут через 2–3 місяці гельмінти стають статевозрілими. Після запліднення самці гельмінтів гинуть, а самки продовжують рости та мігрують у підшкірну клітковину. Стадія дозрівання може тривати до 1 року. Досягнувши своїм головним кінцем шкіри, самка виділяє спеціальний секрет, під дією якого на шкірі людини утворюється псевдофурункул, а потім шкіра розривається. Через дефект шкіри матка гельмінта випинається, а при контакті з водою руйнується, і назовні виходять личинки.
В основі розвитку захворювання лежить сенсибілізація продуктами життєдіяльності паразита, механічним пошкодженням тканин та нашаруванням вторинної бактеріальної інфекції.

## Клінічні прояви
Інкубаційний період 9–14 місяців. Зазвичай, першими ознаками є розвиток алергічних реакцій: кропив'янка, свербіж шкіри, запаморочення, нудота, блювання, гарячка. Відмічаються локальні набряки м'яких тканин у місці розташування гельмінта, регіонарний лімфаденіт.
За 8–10 днів від появи загальних проявів у місці майбутнього виходу ришт на поверхні шкіри виникає еритема та щільний інфільтрат, з якого потім утворюється пухир. Він наповнений жовтуватою рідиною, що містить лейкоцити, еозинофіли і личинки паразита. За декілька днів стінки пухиря
руйнуються і утворюється виразка. З-під шкіри з'являється головний кінець самки гельмінта. Цей процес супроводжуються сильним болем у місці виходу личинок та свербежем шкіри, які дещо зменшуються після контакту з водою. Саме це примушує хворих на дракункульоз шукати порятунку від цього, занурюючи уражене місце у воду. Улюблена локалізація ришт — підшкірна клітковина нижніх кінцівок, рідше — верхніх кінцівок, живота, спини, сідниць. Набряк і біль часто помітно зменшуються після розкриття пухиря. Виразка має тенденцію до вторинного інфікування. При неускладненому клінічному перебігу вона швидко заживає і захворювання закінчується видужанням.

## Ускладнення
Їхній характер визначається локалізацією дракункульозних уражень й приєднанням вторинної бактеріальної мікрофлори. Серед ускладнень найчастіше розвиваються абсцеси, флегмони м'яких тканин, гангрени кінцівок, сепсис. Описані випадки перикардиту, плевриту.

## Діагностика
В основі діагностики лежить виявлення головного кінця статевозрілого паразита та його личинок на дні виразки. У клінічному аналізі крові з великою частотою виявляється еозинофілія. Кількість лейкоцитів може незначно збільшуватися, особливо при приєднанні бактеріальних ускладнень.

## Лікування
Полягає в обережному механічному видаленні паразита із тканин методом накручування на паличку з дотриманням правил асептики. Оскільки гельмінт може бути досягати до одного метра завдовжки, повне видобування може зайняти від кількох днів до тижнів. Цей повільний процес необхідний, щоб уникнути розриву гельмінта і не залишити під шкірою його частини, що може призвести до розвитку інтенсивного запалення, оскільки частина загиблого хробака, починає руйнуватися всередині організму, та вторинної інфекції. Щодня уражену частину тіла занурюють у ємність з водою, щоб спонукати гельмінта скоріше вийти. Рану очищають і до гельмінта прикладають повільне витягування. Воно припиняється, якщо відчувається опір, щоб уникнути розриву гельмінта. Його обмотують навколо палички, щоб підтримувати деяку напругу на черв'яка і заохочувати його до виходу. Антибіотики наносять на рану для запобігання вторинних бактеріальних інфекцій, а потім уражену частину тіла перев'язують свіжою марлею для захисту виразки. Ці дії повторюються щодня, поки весь гельмінт не буде успішно витягнутий.
Крім того, застосовують метронідазол, дітям із розрахунку 25 мг/кг на добу в 3 прийоми впродовж 10 днів. Препарат не знищує гельмінта, але полегшує його видалення традиційним способом. Після виймання ришти біль може тривати багато місяців. Для полегшення болю використовують теплі компреси.

## Профілактика
Підвищення санітарної культури населення ендемічних районів, удосконалення системи водопостачання. З метою дії на проміжного хазяїна ришти проводять обробку водойм пестицидами, що знищують циклопів. Забруднену питну воду можна обробити хімічною речовиною під назвою темефос, яка вбиває личинок. Проти цієї хвороби відсутня вакцина.  